# Hafursey
Hafursey (582 m) ist ein Inselberg im Süden Islands. Er weist eine Länge von 4,8 und eine Breite von 3 km auf.

## Name
Der Berg heißt übersetzt Geißbockinsel.

## Lage
Hafursey liegt im Norden der schwarzen Ebene des Mýrdalssandur südlich eines Seitengletschers des Mýrdalsjökull, der Kötlujökull heißt.

## Gestalt
Der im Grundriss etwa dreieckige Berg weist einige Gipfel auf und wird außerdem durch eine Schlucht namens Klofgil in zwei Teile gespalten. Diese erstreckt sich wie ein Großteil des Berges insgesamt von Südosten nach Nordwesten. Der westliche Teil von Hafursey ist der höchste und heißt Skálafjall (582 m), im Norden liegt ein fast ebenso hoher Gipfel namens Kistufell (525 m).

## Geologie
Der Inselberg Hafursey entstand während der Eiszeit und besteht aus Palagonit.
Er gehört aber vermutlich nicht zur Katla, sondern speiste sich aus einer eigenen Magmaquelle, wobei man sich seine Entstehung in einem oder mehreren Ausbrüchen ähnlich vorzustellen hat wie die von Surtsey, er aber diese richtige Insel an Größe bei weitem übertrifft. Außerdem entstand er nicht im Meer, sondern unter einem Eiszeitgletscher.
Nach dem Ende der Eiszeit war der Berg zeitweilig eine Insel, was man ihm auch noch ansieht, daher der Name. Allerdings ist in dem Fall von einer Insel besonderer Art zu reden: Die zahlreichen Gletscherläufe der Katla machten ihn immer wieder zu einer solchen und trugen auch zu seiner Erosion bei. Kötlujökull kommt dabei eine Hauptrolle zu, denn aus ihm ergießt sich die größte Menge an Gletschereis und Wasser, die dann mit einem Volumen von bis zu 100.000 oder gar 200.000 m³/s über den Sander schießt.

## Landwirtschaftlicher Nutzen
Das Land ist fruchtbar und gutes Weideland. Daher nutzten die Bauern vom inzwischen aufgegebenen Hof Hjörleifshöfði den Inselberg als Sommerweide für ihre Schafe.

## Übernachtungsgelegenheit für Reisende
Da in früheren Zeiten der Hauptreiseweg nach Südostisland über den Mýrdalssandur zu Füßen des Berges verlief, errichtete man dort zu Beginn des 20. Jahrhunderts eine Schutzhütte. Zuvor hatten die Reisenden zum selben Zwecke die Höhle Stúka am Berg genutzt.

## Wandern auf Hafursey
Man kann z. B. auf den Skálafjall gehen, indem man zunächst der Jeeppiste von der Hütte ca. 2,5 km nach Westen folgt und dann über den Einschnitt aufsteigt, der in gewisser Weise die Verlängerung der Klofgil nach Südosten darstellt.